# تیخوو
تیخوو (به چکی: Tichov) یک منطقهٔ مسکونی در جمهوری چک است که در ناحیه زلین واقع شده‌است. تیخوو ۷٫۳۲ کیلومتر مربع مساحت و ۳۳۵ نفر جمعیت دارد و ۴۶۶ متر بالاتر از سطح دریا واقع شده‌است.